# راه‌آهن برنینا
راه‌آهن برنینا (آلمانی: Berninalinie؛ ایتالیایی: Linea del Bernina؛ رومانش: Lingia dal Bernina) یک خط راه‌آهن تک‌خط ۱۰۰۰ میلی‌متری (۳ فوت ۳+۳/۸ اینچ) متری است که بخشی از راه‌آهن رت (RhB) را تشکیل می‌دهد. این خط تفرجگاه آبگرم سنت موریتز در کانتون گرابوندن سوئیس را از طریق گذرگاه برنینا به شهر تیرانو در استان سوندریو ایتالیا متصل می‌کند. این گذرگاه با رسیدن به ارتفاع ۲۲۵۳ متری از سطح دریا، مرتفع‌ترین گذرگاه راه‌آهن در اروپا و سومین راه‌آهن بلند در سوئیس است. همچنین به‌عنوان بلندترین راه‌آهن چسبنده قاره، و - با شیب‌های تا ۷ درصد - به‌عنوان یکی از شیب‌دارترین راه‌آهن‌های چسبنده در جهان رتبه‌بندی می‌شود. اختلاف ارتفاع در بخش بین گذرگاه برنینا و تیرانو ۱۸۲۴ متر است که به مسافران امکان می‌دهد یخچال‌های طبیعی را در طول خط مشاهده کنند.
در ۷ ژوئیه ۲۰۰۸، راه‌آهن برنینا و راه‌آهن آلبولا، که بخشی از RhB را نیز تشکیل می‌دهند، در فهرست میراث جهانی یونسکو، تحت نام راه‌آهن رت در مناظر آلبولا / برنینا ثبت شدند. کل سایت یک منطقه میراث مشترک بین سوئیس و ایتالیا است.